# Referendum in Zwitserland
Viermaal per jaar is er de mogelijkheid voor een referendum in Zwitserland. Een referendum kan worden gehouden over parlementaire besluiten of over een burgerinitiatief (zie Politiek in Zwitserland).
Dit is een overzicht van verschillende landelijke referenda die gehouden zijn. Referenda op kanton- of gemeenteniveau zijn hier niet vermeld.

## 2002
| onderwerp | soort           | voor  | tegen | opkomst | resultaat  |
| 24.11.02 |                 |       |       |         |            |
| Tegen asielmisbruik. Bij inreizen over een zeker ander land, moet de asielaanvraag worden afgewezen | volksinitiatief | 49,9% | 50,1% | 48,1%   | verworpen  |
| Verandering van de wet over werkloosheid. De vorige wet was gebaseerd op maatregelen die tot 2003 beperkt was. De verandering zorgt voor langdurige financiële zekerheid. De duur van de uitkering wordt verkort                               | facultatief     | 56,1% | 43,9% | 47,8%   | aangenomen |
| 22.09.02 |                 |       |       |         |            |
| Opbrengst van overbodige goudreserven voor de AOW (AHV). Dit is een alternatief voor het initiatief. Het goud wordt niet verkocht en de rente hierover wordt verdeeld over kanton, staat en de stichting solidariteit.                         | volksinitiatief | 47%   | 52%   | 45,2%   | verworpen  |
| Goudinitiatief. 100% van de opbrengst van de overbodige goudreserve voor de AOW (AHV) | volksinitiatief | 48%   | 51%   | 45,2%   | verworpen  |
| Wet over de elektriciteitsmarkt. Deze wet regelt een gedeeltelijke opening van de elektriciteitsmarkt, maar inclusief de bescherming van de kleinafnemers. De wet ondersteunt de ontwikkeling van alternatieve energieën                       | facultatief     | 47,4% | 52,6% | 44,8%   | verworpen  |
| 09.05.02 |                 |       |       |         |            |
| Verandering van het strafboek, onderbreken van de zwangerschap. Onderbreking van de zwangerschap in de eerste 12 weken is strafvrij. | facultatief     | 72,2% | 27,8% | 41,8%   | aangenomen |
| Voor moeder en kind, bescherming van het ongeboren kind en hulp aan de moeder in nood. Onderbreking van de zwangerschap wordt vrijwel verboden, behalve bij acuut levensgevaar voor de moeder. Zelfs na verkrachting zou het een misdrijf zijn | volksinitiatief | 18,2% | 81,2% | 41,7%   | verworpen  |
| 03.03.02 |                 |       |       |         |            |
| Toetreding tot de Verenigde Naties. | verplicht       | 54,6% | 45,4% | 58,4%   | aangenomen |
| Voor een kortere werkduur. In stappen een reducering naar 36 uur per week. | volksinitiatief | 25,4% | 74,6% | 58,3%   | verworpen  |

## 2003
2003 werd gekenmerkt door een afstemmingszondag met 8 onderwerpen. Algemeen commentaar daarop is dat dit echt te veel was. Initiatieven die geld kosten hebben in dit jaar geen enkele kans.
| onderwerp | soort           | voor  | tegen | opkomst | resultaat  |
| 18.05.03 |                 |       |       |         |            |
| Wet over de nieuwe organisatie van het leger. Verkleining van het leger en vereenvoudigde organisatie                                                                                          | facultatief     | 76,0% | 24,0% | 49,6%   | aangenomen |
| Wet over de bescherming van de bevolking. Een actualisering nodig door de huidige toestand in de wereld.                                                                                       | facultatief     | 80,6% | 19,4% | 49,6%   | aangenomen |
| Ja voor faire huren. Hypotheekrente wordt sterker gekoppeld aan de huren en een betere bescherming van de huurder                                                                              | volksinitiatief | 32,7% | 67,3% | 49,6%   | verworpen  |
| Zondags-initiatief. 4 zondagen per jaar geen gemotoriseerd verkeer | volksinitiatief | 37,6% | 62,4% | 49,8%   | verworpen  |
| Gezondheidsinitiatief. Andere financiering van de verplichte ziektekostenverzekering door verhoging van de omzetbelasting                                                                      | volksinitiatief | 27,1% | 72,9% | 49,7%   | verworpen  |
| Gelijke rechten voor gehandicapten. Toegang tot alle publieke gebouwen moet voor gehandicapten mogelijk zijn                                                                                   | volksinitiatief | 37,7% | 62,3% | 49,7%   | verworpen  |
| Stroom zonder atoom. Stillegging van kernreactoren | volksinitiatief | 33,7% | 66,3% | 49,7%   | verworpen  |
| Moratorium plus. Maximale levensduur kernreactoren is 40 jaar. Verhoging met 10 jaar alleen door middel van een referendum                                                                     | volksinitiatief | 41,6% | 58,4% | 49,6%   | verworpen  |
| Opleidingsplaatsen in bedrijven. Een verplichting voor bedrijven om opleidingsplaatsen ter beschikking te stellen voor alle op te leiden jonge mensen. Daartoe moet een fonds worden opgericht | volksinitiatief | 31,6% | 68,4% | 49,6%   | verworpen  |
| 09.02.03 |                 |       |       |         |            |
| Verandering van de volksrechten. Met 100.000 handtekeningen kan nieuw ook voor veranderingen van wetten naast de al bestaande verandering van de grondwet, een referendum worden gehouden.     | verplicht       | 70,4% | 29,6% | 28,7%   | aangenomen |
| Aanpassing van de kantonnale bijdrage aan stationaire behandelingen in ziekenhuizen binnen de kantonsgrenzen voor half-privé en privé verzekerde patiënten.                                    | facultatief     | 77,4% | 22,6% | 28,7%   | aangenomen |

## 2004
2004 begon slecht voor de Zwitserse bondsraad. Enige van de referenda gingen verloren en werden door het volk verworpen. Ook werd een volksinitiatief aangenomen, waar de bondsraad tegen was. Dat een volksinitiatief wordt aangenomen is vrij bijzonder, dat gebeurt niet zo vaak.
| onderwerp | soort           | voor  | tegen | opkomst | resultaat  |
| 28.11.04 |                 |       |       |         |            |
| Nieuwe financiële compensatie tussen kantons. Dit betekent dat rijke kantons geld geven aan de armere kantons | verplicht       | 64,4% | 35,6% | 35,6%   | aangenomen |
| Vastlegging van de competentie van de bond om de directe bondsbelasting en de omzetbelasting te heffen. De toestemming was voorheen slechts tot 2006 beperkt.                                                                     | verplicht       | 73,8% | 26,2% | 35,4%   | aangenomen |
| Toelaten van stamcellenonderzoek onder speciale condities | facultatief     | 66,4% | 33,6% | 36,2%   | aangenomen |
| 26.09.04 |                 |       |       |         |            |
| Vereenvoudigde inburgering van buitenlanders van de tweede generatie | verplicht       | 43,2% | 56,8% | 53,8%   | verworpen  |
| Automatisch inburgering van buitenlanders van de derde generatie | verplicht       | 48,4% | 51,6% | 53,8%   | verworpen  |
| Postdiensten voor allen | volksinitiatief | 49,8% | 50,2% | 53,5%   | verworpen  |
| Volksverzekering voor vrouwen voor het doorbetalen van loon bij de geboorte | facultatief     | 55,4% | 44,6% | 53,8%   | aangenomen |
| 16.05.04 |                 |       |       |         |            |
| 11e revisie van de AOW (Duits:AHV). Zowel vrouwen als mannen werken tot hun 65e jaar. (vrouwen worden tot op heden met 62 gepensioneerd).                                                                                         | facultatief     | 32,1% | 67,9% | 50,8%   | verworpen  |
| Financiering van de AOW (Duits:AHV) en WAO (Duits:IV), door 0,8% meer omzetbelasting | facultatief     | 31,4% | 68,6% | 50,8%   | verworpen  |
| Belastingverlaging. Gelijkstelling van getrouwde paren aan samenlevende paren. Minder belasting voor families en eigendomswoningen, afschaffing van het huurwaardeforfait.                                                        | facultatief     | 34,1% | 65,9% | 50,8%   | verworpen  |
| 08.02.04 |                 |       |       |         |            |
| Alternatief ontwerp van het Avanti-initiatief. Het volksinitiatief is teruggetrokken door de initiatiefnemers. Het gaat om uitbouw van de autobanen rond de agglomeraties, een tweede Gotthardtunnel en uitbouw van het treinnet. | volksinitiatief | 37,2% | 62,8% | 45,6%   | verworpen  |
| Verandering van het verbintenissenrecht voor huurders. Huren worden verbonden met de index van het land en niet meer met de hypotheekrentestand.                                                                                  | verplicht       | 36,0% | 64,0% | 45,4%   | verworpen  |
| Levenslange opsluiting voor niet-therapeerbare en extreem gevaarlijke daders van seksuele en geweldsmisdrijven. | volksinitiatief | 56,2% | 43,8% | 45,5%   | aangenomen |

## 2005
| onderwerp | soort           | voor   | tegen  | opkomst | resultaat  |
| 27.11.05 |                 |        |        |         |            |
| Volksinitiatief Voor levensmiddelen uit gentechvrije landbouw. Instellen van een moratorium voor de aanbouw van gentechveranderde gewassen          | volksinitiatief | 55,7 % | 44,3 % | 41,7 %  | aangenomen |
| Verandering van de Arbeidswet, waardoor op luchthavens en grote stations zondagsverkopen zijn toegestaan                                            | facultatief     | 50,6 % | 49,4 % | 41,8 %  | aangenomen |
| 25.09.05 |                 |        |        |         |            |
| De uitbreiding van het vrije personenverkeer voor de nieuwe staten van de EU, als onderdeel van de bilaterale overeenkomst II met de Europese Unie. | facultatief     | 56,0 % | 44,0 % | 54,0 %  | aangenomen |
| 05.06.05 |                 |        |        |         |            |
| Aanname van het verdrag van Schengen en Dublin, als onderdeel van de bilaterale overeenkomst II met de Europese Unie.                               | facultatief     | 54,6 % | 45,4 % | 55,9 %  | aangenomen |
| De nieuwe wet voor het partnerschap. O.a. over de vraag of partners met hetzelfde geslacht zich mogen laten registreren.                            | facultatief     | 58,0 % | 42,0 % | 55,9 %  | aangenomen |

## 2006
| onderwerp | soort              | voor   | tegen  | opkomst | resultaat  |
| 26.11.06 |                    |        |        |         |            |
| Moet Zwitserland de nieuw-toegetreden EU-staten ondersteunen met 1 miljard CHF verdeeld over 10 jaar? | facultatief        | 53,4 % | 46,6 % | 44,4 %  | aangenomen |
| Worden de kinderbijdragen in alle kantons van Zwitserland gelijk in hoogte? | facultatief        | 68,0 % | 32,0 % | 44,4 %  | aangenomen |
| 24.09.06 |                    |        |        |         |            |
| De winst van de verkoop van goud door de centrale bank van Zwitserland moet grotendeels ten goede komen aan de AHV (= AOW in nl), in plaats van de verdeling van 2/3 voor de kantons en 1/3 de bond. | volksinitiatief    | 41,7 % | 58,3 % | 48,2 %  | verworpen  |
| Aanpassing van de wet over buitenlanders; de toelating van werknemers buiten de EU/EFTA wordt beperkt tot gekwalificeerde vakkrachten. | facultatief        | 62,0 % | 38,0 % | 48,2 %  | aangenomen |
| Aanpassing van de wet over het asiel; de mogelijkheid om zonder geldige papieren asiel aan te vragen wordt beperkt; indien asielaanvragers niet samenwerken met de overheden wordt asielverlening veronmogelijkt; voor uitgeprocedeerde asielzoekers vervalt de sociale hulp; uitgeprocedeerde asielzoekers kunnen makkelijker uit het land worden verwijderd. | facultatief        | 67,8 % | 32,2 % | 48,2 %  | aangenomen |
| 21.05.06 |                    |        |        |         |            |
| Grondwetswijziging voor het regelen van de bevoegdheid voor harmonisatie van schoolsystemen door de bond. Tot op heden was onderwijs uitsluitend een verantwoordelijkheid van de kantons. | grondwetswijziging | 85,6 % | 14,4 % | 27,3 %  | aangenomen |

## 2007
| onderwerp | soort           | voor   | tegen  | opkomst | resultaat  |
| 17.06.2007 |                 |        |        |         |            |
| Vijfde revisie van de invalidenverzekering (IV)                                                                               | facultatief     | 59,1 % | 40,9 % | 38,8 %  | aangenomen |
| 11.03.2007 |                 |        |        |         |            |
| Het invoeren van één ziekenfonds (als vervanging van meer dan 80), waarbij de premie afhankelijk is van inkomsten en vermogen | volksinitiatief | 28,8 % | 71,2 % | 45,5 %  | verworpen  |

## 2008
| onderwerp | soort           | voor  | tegen | opkomst | resultaat  |
| 30.11.2008 |                 |       |       |         |            |
| Misdrijven met kinderpornografische achtergrond kunnen niet meer verjaren | volksinitiatief | 51,9% | 48,1% | 47,8%   | aangenomen |
| Invoeren van een flexibele leeftijd voor pensionering | volksinitiatief | 41,4% | 58,6% | 47,6%   | verworpen  |
| Het recht op beroep van verbanden en verenigingen tegen overheidsbesluiten: Beëindig de verhinderingspolitiek. Meer groei voor Zwitserland. | volksinitiatief | 34,0% | 66,0% | 47,2%   | verworpen  |
| Voor een wijze henneppolitiek met een werkzame bescherming voor de jeugd. | volksinitiatief | 36,7% | 63,3% | 47,3%   | verworpen  |
| Verandering van de bondswet van 20.03.2008 over verdovende middelen en psychotrope stoffen | facultatief     | 68,1% | 31,9% | 47,1%   | aangenomen |
| 01.06.2008 |                 |       |       |         |            |
| Initiatief voor democratische nationalisatie van personen, dat wil zeggen dat de gemeente zelf bepaalt hoe de naturalisatie wordt uitgevoerd en dat ze definitief is en niet meer door een gerechtelijke instantie kan worden gecorrigeerd. | volksinitiatief | 36,2% | 63,8  | 45,1%   | verworpen  |
| Volkssouvereniteit in plaats van propaganda door de overheid. Dit initiatief ook wel "Muilkorfinitiatief" genoemd, wilde de leden van de Bondsraad hun engagement in de aanloop naar een referendum beperkten. | volksinitiatief | 24,8% | 75,2% | 44,8%   | verworpen  |
| Voor kwaliteit en economische doelmatigheid van de ziektekostenverzekering. Dit artikel is een tegenontwerp van een initiatief van de Zwitserse Volkspartij, dat er voor zou zorgen dat de vrije artskeuze verminderd zou worden, oftewel de verplichting van ziektekostenverzekeringen om met alle artsen een verdrag af te sluiten zou vervallen. | verplicht       | 30,5% | 69,5% | 44,8%   | verworpen  |
| 24.02.2008 |                 |       |       |         |            |
| Tegen straaljagerherrie in toerismegebieden in vredestijd | volksinitiatief | 31,9% | 68,1% | 38,7%   | verworpen  |
| Wet voor de revisie van de ondernemingsbelasting, een verlaging met name gericht op kleine en middelgrote bedrijven | facultatief     | 50,5% | 49,5% | 38,6%   | aangenomen |

## 2009
In 2009 zijn de volgende dagen gereserveerd voor landelijke referenda: 8 februari 2009, 17 mei 2009, 27 september 2009 en 29 november 2009.
| onderwerp | soort       | voor  | tegen | opkomst | resultaat  |
| 08.02.2009 |             |       |       |         |            |
| Continuatie van het vrije personenverkeer met landen van de Europese Unie en uitbreiding voor Bulgarije en Roemenië. | facultatief | 59,6% | 40,4% | 51,5%   | aangenomen |
| 17.05.2009 |             |       |       |         |            |
| Goedkeuring voor de invoering van biometrische paspoorten.                                                           | facultatief | 50,2% | 49,8% | 38,8%   | aangenomen |
| Voorstel voor een toekomst met alternatieve geneeswijzen.                                                            | facultatief | 67,0% | 33,0% | 38,8%   | aangenomen |
| 27.09.2009 |             |       |       |         |            |
| Een kleine verhoging van de Omzetbelasting om Arbeidsongeschiktheid te kunnen blijven financieren.                   | facultatief | 50,2% | 49,8% | 38,8%   | aangenomen |

## 2018
Op 10 juni 2018 organiseerde men een referendum "Echtgeldinitiative" met de vraag of banken alleen dat geld mogen uitlenen dat ze daadwerkelijk in de vorm van spaartegoeden etc. bezitten; tot dusver volstaat een dekkingsgraad van 20%.